# Dov Charney
 (août 2023).
Pour les articles homonymes, voir Charney.
Dov Charney, né le 31 janvier 1969 à Montréal (Canada), est le créateur et le directeur général de la marque vestimentaire Los Angeles Apparel.

## Biographie
Né à Montréal, Dov Charney abandonne ses études pour lancer son entreprise. En 1989, il crée American Apparel dans sa ville natale, qui devient rapidement une marque à succès avec une image californienne malgré ses origines. Les vêtements présentés, très basiques, sont reconnaissables à leur déclinaison dans une large palette de couleur vives. En 2003, l'entreprise réalise 6,4 millions de dollars, contre 15,5 millions en 2007 ; alors qu'elle comptait 38 magasins en 2007, elle en possède 81 en 2008 et 249 en 2014, avec 10 000 salariés. En 2009, la marque connaît sa première crise, perdant la moitié des ouvriers de son usine de Los Angeles, ceux-ci étant des ouvriers illégaux. S'ils sont remplacés, American Apparel perd du temps, alors que le cours du coton explose, amenant ainsi une perte de 86 millions de dollars en 2010.
Dov Charney est également réputé pour ses frasques : « masturbation devant une journaliste, innombrables plaintes pour harcèlement sexuel, exhibitionnisme dans son usine de LA, tournage de séances de photos pornographiques organisées chez lui… ». Par ailleurs, il gère son entreprise de façon très centralisée, gérant lui-même tous les aspects, de la production à la finance, amenant un manque de cadres dirigeants. Cela a entraîné des difficultés opérationnelles et des pertes financières en 2013. Le 18 juin 2014, les actionnaires d'American Apparel tentent de l'évincer de son siège de PDG. Mis en minorité, il cherche à grimper au capital (il en contrôle 43 %). Finalement, Dov Charney amène American Apparel à la faillite et se voit remplacé par Paula Schneider.
En 2016, il annonce la création d'une nouvelle marque semblable à la précédente, Los Angeles Apparel. Il souhaite, avec celle-ci, revenir sur le marché du textile, avec une production uniquement à Los Angeles.[réf. nécessaire]

## Prises de position
Il a pris des positions engagées, comme la défense des droits des immigrés, l'augmentation des salaires minimum, refusant par ailleurs de délocaliser sa production, entièrement réalisée en Californie (États-Unis).

## Accusations d'harcèlement et d'agressions sexuelles
Charney a fait l'objet de plusieurs poursuites judiciaires pour harcèlement sexuel, au moins cinq depuis le milieu des années 2000, incluant des allégations de harcèlement sexuel, d'agression sexuelle, de propos racistes et de comportement abusif à l'encontre de nombreux employés,,,. Il a été accusé d'harceler sexuellement des employés ayant 17 ans. 
Certains employés ayant signé des documents annulant les réclamations légales à l'encontre de Charney ou de son entreprise, de nombreuses poursuites ont été rejeté par les tribunaux et les plaignants ont dû passer par l'arbitrage interne de American Apparel.
Charney a nié les allégations, accusant les avocats des poursuites à l'encontre d'American Apparel d'extorsion,,,.      Il a également déclaré à plusieurs reprises qu'il ne voyait rien d'anormal à avoir des relations sexuelles avec des employés, déclarant notamment: « Dormir avec de gens avec lesquels vos travaillez est inévitable,.»  